# Miquelon Lake Provincial Park
Miquelon Lake Provincial Park är en park i Kanada.   Den ligger i provinsen Alberta, i den centrala delen av landet, 2 800 km väster om huvudstaden Ottawa. Miquelon Lake Provincial Park ligger 785 meter över havet.
Terrängen runt Miquelon Lake Provincial Park är platt. Runt Miquelon Lake Provincial Park är det mycket glesbefolkat, med 2 invånare per kvadratkilometer.. Närmaste större samhälle är Tofield, 19,4 km nordost om Miquelon Lake Provincial Park. 
Omgivningarna runt Miquelon Lake Provincial Park är en mosaik av jordbruksmark och naturlig växtlighet.